# Аштамуди
Аштамуди (Ashtamudi Kayal, ml: «അഷ്ടമുടിക്കായൽ» ) — озеро в Индии в округе Коллам, в штате Керала. Площадь водного зеркала — 51,2 км². Размеры озера — 16 на 14 км. Максимальная глубина достигает 6,4 м. Лежит на высоте 10 м над уровнем моря. Питается водами реки Каллада.
Второе по размеру озеро штата, по размеру оно уступает только озеру Вембанад. Аштамуди означает на санскрите «восемь косичек», то есть рукавов озера.
Водно-болотные угодья Аштамуди были включены в рамсарских водно-болотных угодий международного значения.

## Культурное влияние
В 1978 году был снят индийский фильм на языке малаялам «Ashtamudikkaayal» с Prem Nazir, Jayabharathi, Adoor Bhasi и Sreelatha Namboothiri в главных ролях.

## Галерея

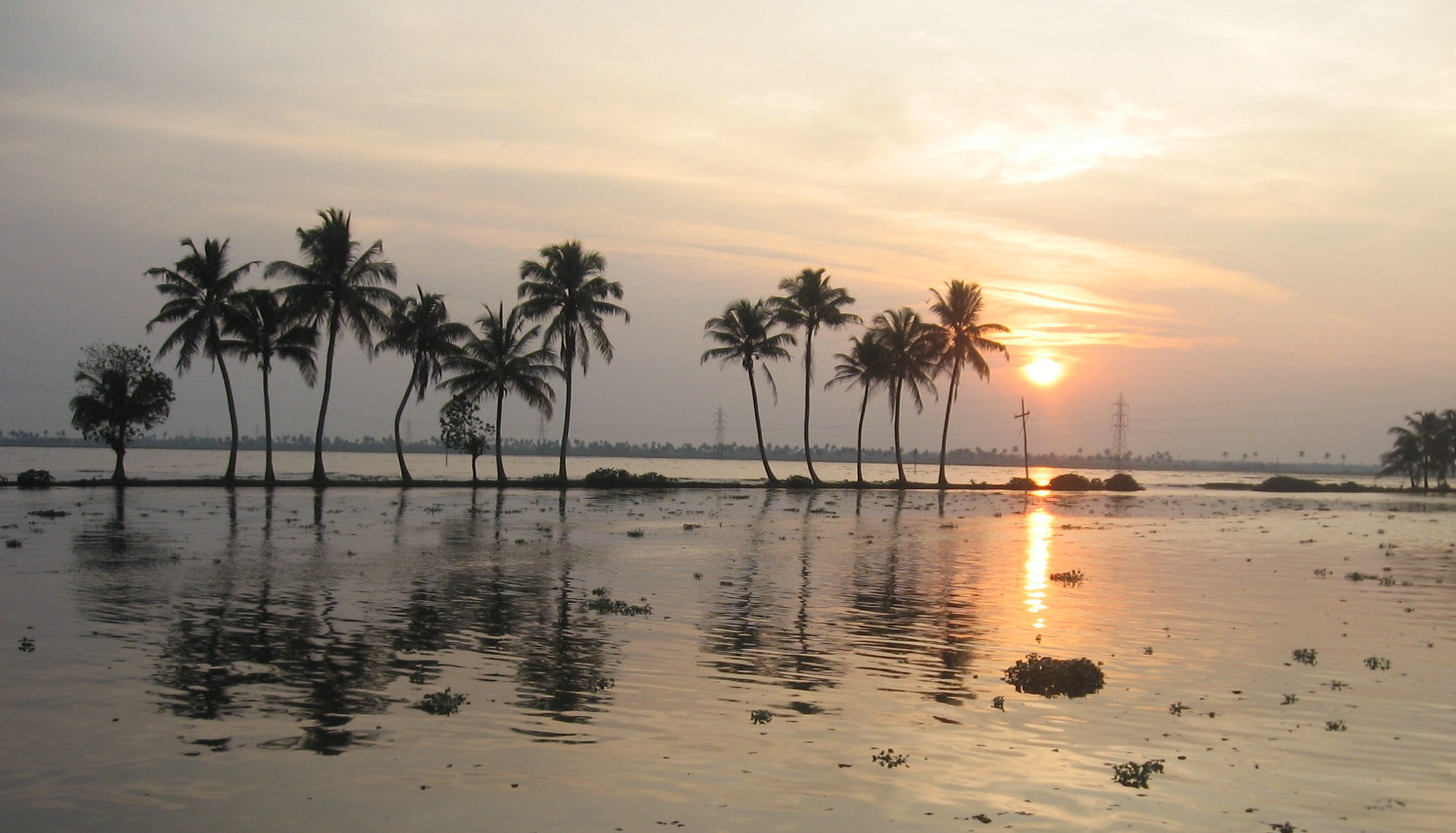
Озеро на закате
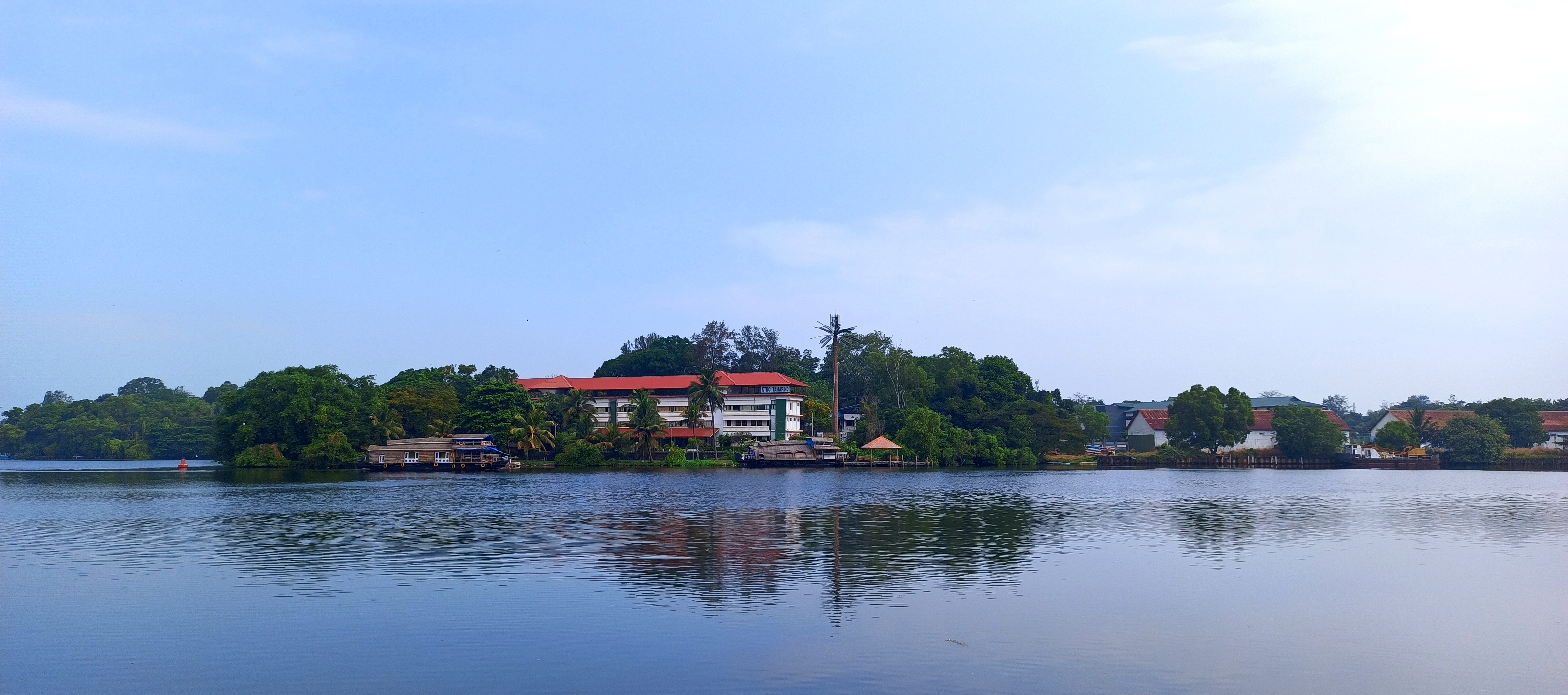
Озеро недалеко от автовокзала КСРТК Коллам
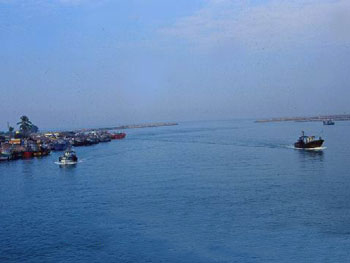
Озеро, место соединяющееся с океаном
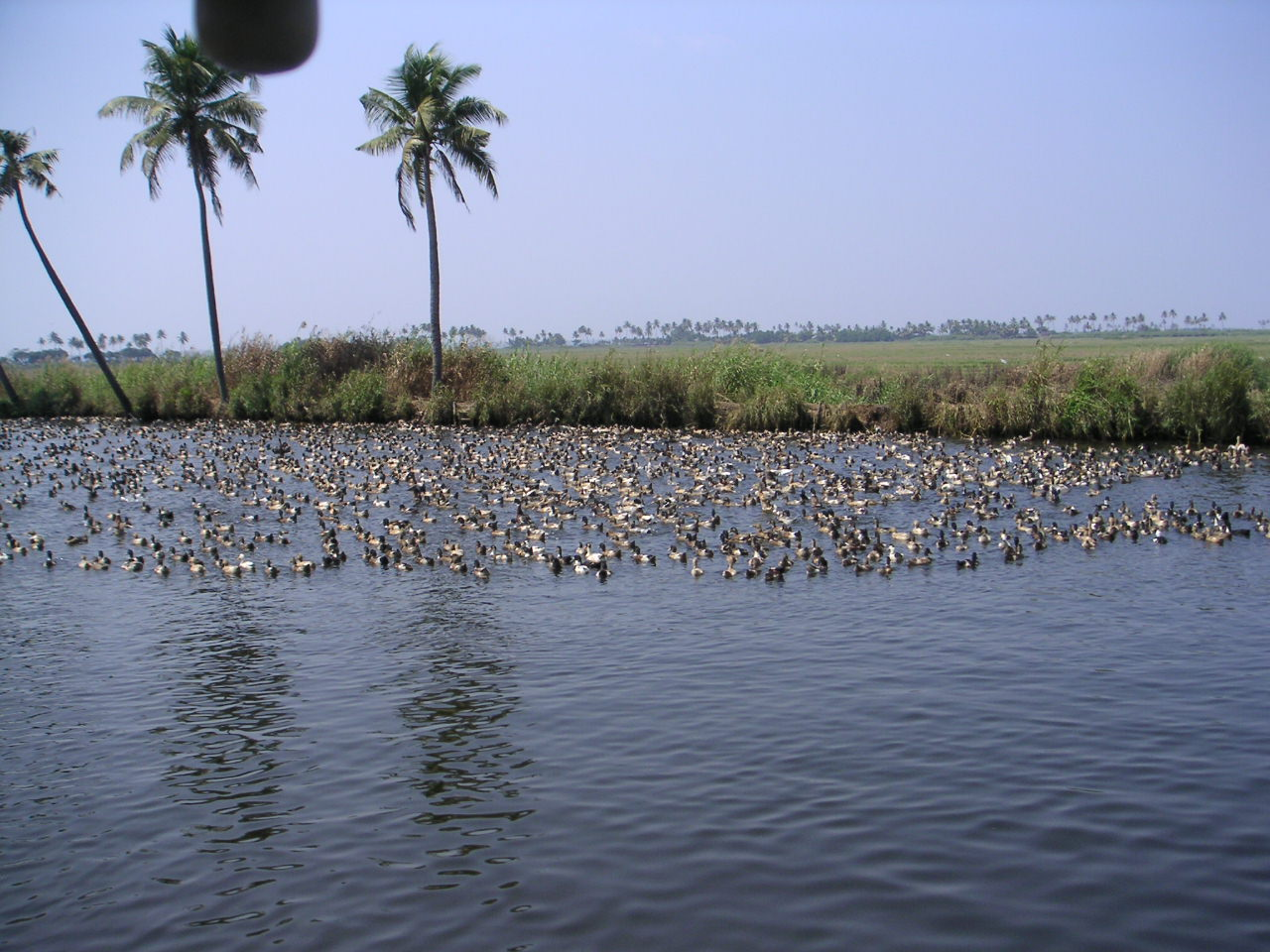
Утки на озере
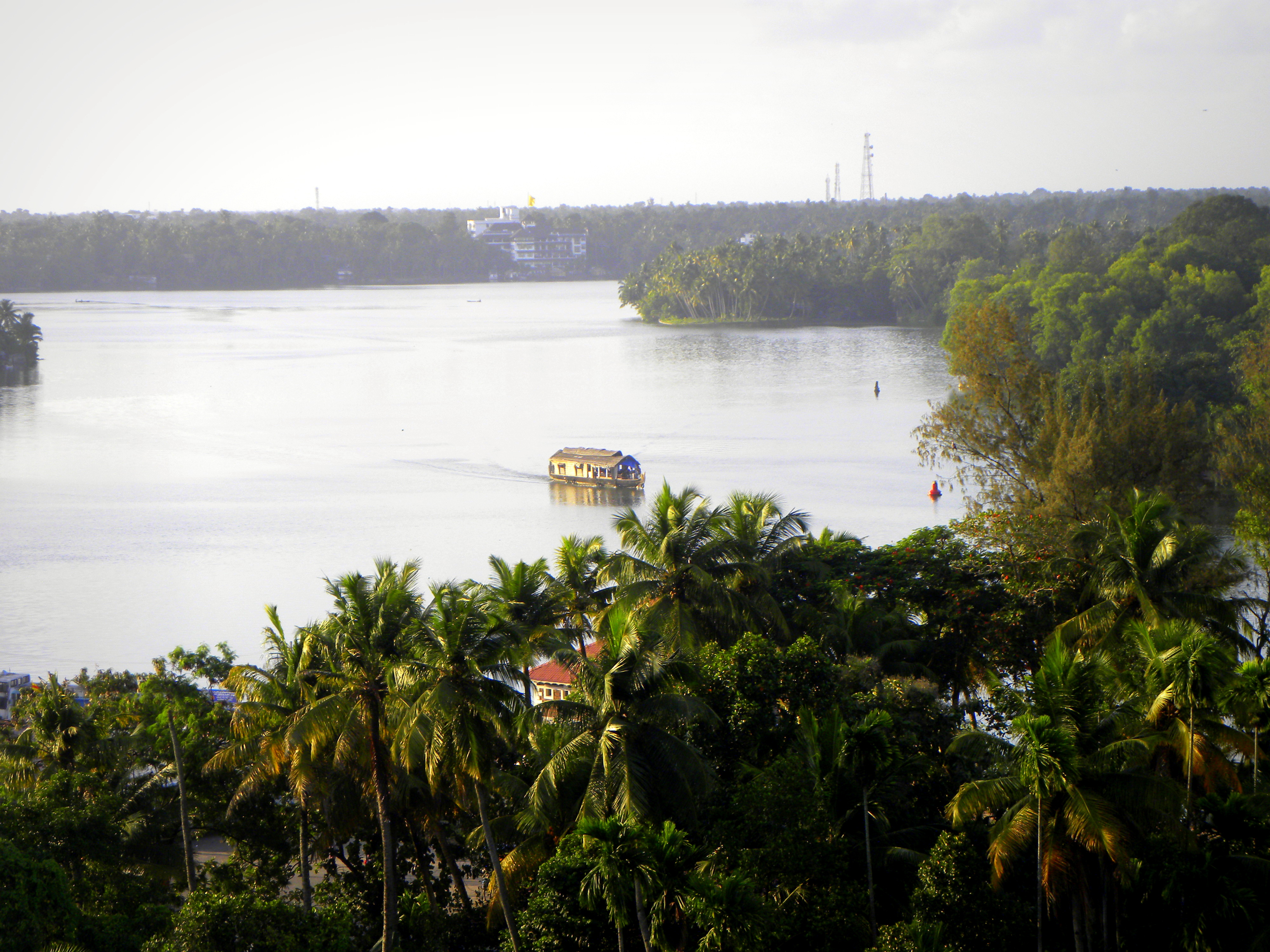
Вид сверху на озеро Аштамуди